# Hjällbo
Hjällbo (PRONÚNCIA APROXIMADA iél-bu) é um bairro da cidade de Gotemburgo, na Suécia.

Fica situado a nordeste da cidade, e pertence à freguesia administrativa de Angered.
Tem uma área de 927 ha e uma população de cerca de 7 602 habitantes, dos quais 58,5% têm raízes noutros países, sobretudo no Iraque, na Bósnia e na Síria. O rendimento médio é de 149 000 coroas suecas, e o desemprego ronda os 15%.